# Bury (Wielki Manchester)
Bury – miasto w północno-zachodniej Anglii, położone w północnej części obszaru metropolitalnego Wielkiego Manchesteru, w dystrykcie metropolitalnym Bury, pomiędzy Rochdale a Bolton, nad rzeką Irwell. W 2001 roku miasto liczyło 60 718 mieszkańców.
Dawniej ośrodek przemysłu włókienniczego, obecnie gospodarka miasta oparta na usługach oraz przemyśle papierniczym, chemicznym i spożywczym. Dobrze rozbudowana sieć komunikacji z pobliskimi miastami, m.in. szybki tramwaj Metrolink łączący Bury z Manchesterem.
W centrum miasta znajduje się typowy dla Lancashire rynek, słynny ze sprzedaży tradycyjnej w tym rejonie kaszanki (ang. „black pudding”), istniejący w tym samym miejscu od 1444.
Największą atrakcję turystyczną Bury stanowi, obsługiwana przez zabytkowe pociągi, linia kolejowa East Lancashire Railway – wraz z kolekcją lokomotyw oraz autobusów miejskich w Bury Transport Museum.

## Miasta partnerskie
- Angoulême
- Tulle
- Schorndorf
- Woodbury
- Datong